# Jacques Glénat
Jacques Glénat talvolta noto come Jacques Glénat-Guttin (Grenoble, 21 maggio 1952) è un editore francese fondatore della casa editrice Glénat e particolarmente noto per il suo lavoro nei fumetti.

## Biografia
Nipote di commercianti dell'ex provincia del Delfinato, è il figlio adottivo di un medico del lavoro  di nome Guttin. Jacques Glénat ricorda spesso che, quando aveva 12 anni, fu sua nonna ad accendere la sua passione per i fumetti, facendogli conoscere il fumetto Spirou.
Da quel momento in poi divenne membro di diversi club di fumetti, e in particolare ammirò la fanzine Ran Tan Plan, pubblicata dal Club degli amici dei fumetti. L'influenza di questo titolo lo spinse a creare a soli 16 anni la rivista Schtroumpf ("I Puffi") lanciando l'immagine del giovane redattore "in pantaloncini", motto utilizzato in tutte le comunicazioni ufficiali del gruppo. Il primo numero è dedicato a un storia del fandom scritta dallo stesso Glénat e grazie alla quale incontrò due persone che avrebbero accompagnato la sua carriera editoriale: il suo braccio destro Numa Sadoul e Henri Filippini. Iniziò anche vari studi come farmacia, medicina, inglese e architettura, che non portò però a termine.

## Carriera
Oltre al suo primo articolo, ha scritto sui Puffi per alcuni numeri: una storia del giornale Risque-Tout, un articolo su Little Nemo, notizie, ecc. Ma ben presto smise di scrivere articoli, accontentandosi di interviste occasionali e dedicandosi alla gestione dell'edizione. Tuttavia, scrisse un articolo eco su Robidule n. 2 (1972, una fanzine in cui pubblicò anche Bernard Histaire), e poi divenne un editorialista di notizie sui fumetti per Charlie Mensuel dal 1971 al 1974. In esso, riportava la vita delle fanzine, attirandosi regolarmente le prese in giro di Georges Wolinski, anche se ne era il caporedattore. È stato licenziato dalla rivista in circostanze poco chiare, secondo lui a causa di un'intervista con Goscinny pubblicata sui Puffi in cui il caporedattore di Pilote ha attaccato Charlie.. Yves Frémion  riprende la sua rubrica e Jacques Glénat non produsse quasi mai più articoli, tranne che nell'Histoire de la Bande dessinée en France et en Belgique, pubblicata nel 1980, e nelle premesse di alcuni lavori.

### Edizioni Glénat
Nel 1972 pubblicò i primi albi con le edizioni Glénat, ottenendo un grande successo con le opere del fumettista francese Claude Serre. La Glénat venne premiata come migliore casa editrice francese al Festival di Angoulême nel 1974, trasformando la casa editrice in una società per azioni con un capitale di 20.000 franchi.
Edizioni Glénat acquisì varie case editrici di fumetti e anche case editrici di vita pratica, in particolare bellissimi libri legati alla montagna e al mare. 
Nel 2006, diventò azionista del 18% di TV Mont-Blanc  e nel settembre 2012 creò anche la Fondazione Glénat per acquisire opere d'arte e allestire mostre nel convento di Sainte-Cécile a Grenoble, recentemente riabilitato come sede.

## Opere
- Histoire de la Bande dessinée en France et en Belgique con Thierry Martens, Glénat, 1980

## Riconoscimenti
- Prix anciennement remis au festival d'Angoulême (1974)